# HD142070
HD142070 — хімічно пекулярна зоря спектрального класу A0, що має видиму зоряну величину в смузі V приблизно  8,0.
Вона  розташована на відстані близько 1062,4 світлових років від Сонця.

## Пекулярний хімічний склад
Зоряна атмосфера HD142070 має підвищений вміст 
Cr
.